# Kazimieras Liaudis
Kazimieras Liaudis (ur. 10 stycznia 1901 w Bejsagole, zm. 25 maja 1989 w Wilnie) – litewski działacz państwowy, przewodniczący KGB w Litewskiej SRR (1954–1959), Bohater Pracy Socjalistycznej (1976). 

## Życiorys
Przed I wojną światową wraz z rodziną przeniósł się w głąb Rosji. Po wybuchu rewolucji październikowej przyłączył się do Armii Czerwonej. Brał udział w walkach z wojskami niemieckimi, ukraińskimi i polskimi, tłumił rozruchy antybolszewickie w Azji Środkowej. 
W 1925 wstąpił do KPZR, gdzie zaangażował się w pracę oświatową i propagandową. W latach 1932–1939 zatrudniony jako oficer polityczny w Armii Czerwonej. Od 1941 do 1943 pełnił funkcję I sekretarza KC KP(b)U w Dnieprodzierżyńsku. 
Po powrocie na Litwę w 1944 podjął pracę w KC KPL jako sekretarz odpowiedzialny za rolnictwo. W latach 1947–1950 pełnił urząd komisarza ludowego rolnictwa, był również wiceprzewodniczącym Rady Komisarzy Ludowych Litewskiej SRR. Kierował masowymi represjami w stosunku do chłopów opierających się kolektywizacji rolnictwa. 
W 1950 postawiono go na czele Komitetu Obwodowego KPL w Kłajpedzie. Od 1953 do 1954 pełnił urząd ministra spraw wewnętrznych, a w latach 1954–1959 kierował litewską KGB. W 1956 uzyskał stopień majora. 
Od 1944 do 1960 pozostawał członkiem KC KPL i jej Biura Politycznego. W latach 1960–1986 przewodniczył Komisji Rewizyjnej KPL. 
Od 1951 do 1989 zasiadał w ławach Rady Najwyższej Litewskiej SRR (z przerwą na okres 1959–1963). W latach 1946–1954 pozostawał również posłem Rady Najwyższej ZSRR.

## Odznaczenia
- Medal Sierp i Młot Bohatera Pracy Socjalistycznej (9 stycznia 1976)
- Order Lenina (dwukrotnie)
- Order Czerwonego Sztandaru
- Order Wojny Ojczyźnianej I klasy (dwukrotnie)
- Order Czerwonego Sztandaru Pracy
- Order Czerwonej Gwiazdy
- Order „Znak Honoru”
- Odznaka „50 Lat Członkostwa w KPZR”

I 13 medali.